# Ezra Buzzington
Ezra Buzzington er en amerikansk film og tv-skuespiller. I dag bor han i Los Angeles, Californien.

## Filmografi[1]
- Fight Club
- Magnolia (film)
- The Hills Have Eyes
- Ghost World
- The Prestige
- Darkening Sky
- Breath of Hate
- A, B, C... Manhattan (1997)